# 森矢洋兵のas is…
『森矢洋兵のas is...』（もりやようへいのあずいず）は、タレントの森矢洋兵がパーソナリティを務める、ツイキャスにて全国に放送されているラジオ番組。
2020年10月5日放送開始。毎週日曜日26:30～27:00（明けて月曜日2:30～3:00）の生放送。2021年3月14日放送終了。

## 概要
ラジオが大好きな森矢洋兵がフリートークをメインのラジオを放送したい。という意気込みから配信を開始。本人は『配信』ではなく『放送』としている。
森矢が一人でしゃべる「ピン」のラジオで、ジャンルはお笑い番組である。放送内容は基本フリートークメインではあるが、コーナーの募集もしている。
基本はフォームでお便りを募集をしているがメールでも募集を開始した。
放送中にツイキャスのコメントも募集しているが『コメントは放送中に必ず読むという保証はありませんが、放送終了後には必ず改めて全て読み返します。』と書かれており読まれることは少ない。（ただし、第２回放送では知人がコメントして返答したりしている。）
オープニング曲はTheFatRat - Unity 、エンディング曲はTom Waits「New Year's Eve」。
過去のオープニングソングはMORE CORKSCREW。
森矢が尊敬している人物が伊集院光でTBSラジオ月曜JUNK伊集院光 深夜の馬鹿力ということで、エンディング曲は深夜の馬鹿力と同じ曲である。
放送後に友人からアドバイスを聴いたりしている。通称『スーパーアドバイザープロデューサー』
2021年3月14日に放送終了を発表。2021年4月19日月曜日に新番組「深夜の暇時間〜Night Free Time〜」を開始することを公表した。

## 番組名
『ありのまま』という単語をFM放送のお昼番組風におしゃれに英語にして、ツイキャスからTOKYO FMを目指して名付けたとしている。

## 放送時間
毎週日曜日26:30～27:00（明けて月曜日2:30～3:00）の生放送。
ただし、2020年11月2日（日曜日）は1時間放送をした代わりに、翌週の2020年11月8日（日曜日）の放送回はお休みしている。
また、2020年11月21日（土曜日）の12:00～13:00、2020年11月22日（日曜日）の12:00～13:00は『緊急生放送ホリデースペシャル』としてラジオについて語ってる。2020年11月23日（月曜日祝日）の12:00～13:00も放送予定だったが機材トラブルの影響で放送休止となった。
また、たまに15分拡大や1時間放送を行っている。
過去に、2021年1月25日は番組初の録音放送を放送している。

## 番組進行
基本フリートークのみで、番組途中に１曲流れる。選曲は森矢本人が選んでいる。
ネタメール、コーナーメールがあるときは、メールを番組後半で読んでいる。
また、月に一度「音楽特集」として30分曲を流す企画も行われている。
2020年11月22日の放送では坂道グループの曲を流す企画をしたが、放送時間を『緊急生放送ホリデースペシャル』の1時間と勘違いしており30分を過ぎても放送していた。

## コーナー
- ふつおた - なんでも送っていい。という名目で募集している。
- 曲リク - 曲のリクエストを募集している。
- 笑わせて - 短い文章で森矢を笑わせてほしい、という願いから始まった。現在は、リスナーが面白いと思ったことを送ってもらっている。
- 架空MY日記 - テレビドラマ『架空OL日記』をもじっている。MYは森矢洋兵のイニシャル。架空の森矢の日記を作って送ってもらっている。
- おすすめ番組 - おすすめのラジオ番組を教えてもらっている。
- 貴方のテコ入れ - 番組がテコ入れするときに使えそうな案を募集している。いつでも番組が変われるようにという願いから出来たコーナー。